# 岩手県立岩泉高等学校田野畑校
岩手県立岩泉高等学校田野畑校（いわてけんりつ いわいずみこうとうがっこうたのはたこう）は、岩手県下閉伊郡田野畑村にあった公立高等学校。略称は田校（たこう）。
岩手県立岩泉高等学校（岩泉町）の分校である。

## 沿革
- 1948年（昭和23年）5月1日 - 定時制の「岩手県立岩泉農業高等学校田野畑分校」として、田野畑村立田野畑中学校内に開校[1][2]。定時制課程（夜間）農業科を開設[3]。
- 1949年（昭和24年）4月1日 - 「岩手県立岩泉高等学校田野畑分校」に改称[1][2]。
- 1953年（昭和28年） - 田野畑中学校が新校舎へ移転[2]。
- 1954年（昭和29年） - 岩手県立岩泉高等学校田野畑分校島越分室を開設[2]。
- 1955年（昭和30年）
  - 3月 - 島越分室を統合（廃止）[2]。
  - 岩手県立岩泉高等学校田野畑分校平井賀分室を開設[2]。
- 1956年（昭和31年）
  - 3月 - 平井賀分室を統合（廃止）[2]。
  - 岩手県立岩泉高等学校田野畑分校沼袋臨時教室を開設[2]。
- 1957年（昭和32年）3月 - 沼袋臨時教室を統合（廃止）[2]。
- 1965年（昭和40年） - 新校舎を落成[2][3]。
- 1966年（昭和41年） - 新校舎に移転[2][4]。
- 1968年（昭和43年） - 体育館を落成[2]。
- 1971年（昭和46年） - 全日制課程普通科を開設し、定時制課程を募集停止[3]。グラウンドを造成[2]。
- 1972年（昭和47年） - 特別教室棟を落成[2]。
- 1976年（昭和51年） - 学級数増設に伴い、仮設校舎を落成[2]。
- 1991年（平成3年） - 「岩手県立岩泉高等学校田野畑校」に改称[2]。
- 1992年（平成4年） - 武道場を落成[2]。
- 1995年（平成7年） - 平成7・8年度伝統文化教育推進指定校に指定[2]。全国高等学校総合文化祭の郷土芸能部門と放送部門ビデオレター部門で共に文部大臣奨励賞を受賞[2]。
- 1996年（平成8年）
  - 全国高等学校総合文化祭のビデオメッセージ部門「特別賞」[2]。
  - 12月26日 - 第1回スクールページコンテスト「通産大臣賞」[5][2]。全国高等学校放送コンクールのテレビ制作ドラマドキュメント部門「優秀賞」、テレビ制作CM部門「奨励賞」[5]。
- 1997年（平成9年） - 校舎と特別教室棟を大規模改修[2]。
- 1998年（平成10年） - 千代田杯 第36回放送・マルチメディアコンクールのテレビ制作ドラマ・ドキュメント部門「最優秀賞」[2]。
- 2004年（平成16年） - 県教育委員会が「県立高校新整備計画後期マスタープラン」を策定し、当校の廃止（統合）方針を発表[3]。
- 2010年（平成22年）4月1日 - 岩手県立岩泉高等学校へ統合し、生徒募集を停止[6][2]。
- 2012年（平成24年）
  - 3月3日 - 卒業式と閉校式を挙行[4]。
  - 3月31日 - 閉校[4]。

## 学科
- 全日制課程
  - 普通科 - 1971年の開設[3]で、定員は40人だった[7]。

### 廃止学科
- 定時制課程
  - 農業科 - 開校時に開設し、1973年以前に廃止[3]。

## 教育目標
- 真理の探究 - 真実を探し求めること
- 心身の錬磨 - 心と体を鍛え抜くこと
- 人格の陶冶 - 自分の能力や才能を信じ、育てること
- 個性の伸長 - 自分の個性を伸ばすこと
- 勤労の尊重 - 他人への奉仕の心を大切にすること

出典：

### めざす生徒像
- 何事にも一生懸命取り組む生徒
- 思いやりのある優しく心豊かな生徒
- 勤労や奉仕活動をいとわない生徒
- 郷土を愛し、母校を愛する生徒

出典：

## 学校活動
主な学校活動（行事）を掲載。
- 4月 - 始業式、入学式
- 5月 - 体育祭
- 6月 - 前期中間考査、登山（3年生）
- 7月 - 終業式
- 夏季休業
- 8月 - 始業式
- 9月 - 前期末考査、登山（1年生）
- 10月 - 文化祭、岩手県高等学校総合文化祭
- 11月 - 後期中間考査
- 12月 - 修学旅行（2年生）、終業式
- 冬季休業
- 1月 - 始業式
- 2月 - 後期末考査、送別会
- 3月 - 卒業式、一般入学者選抜検査、終業式
- 学年末休業

## 部活動
2009年度時点で活動していた部活動。

### 運動部
- 硬式野球部
- バドミントン部
- バスケットボール部
- 卓球部

### 文化部
- JRC部

## 生徒・学級数
1974年度以降の定員数・生徒数・学級数の推移。
| 年度               | 定員 | 生徒数 | 増減 | 学級数 | 増減 | 出典   | 備考           |
| ------------------ | ---- | ------ | ---- | ------ | ---- | ------ | -------------- |
| 1974（昭和49）年度 | 90   | 不明   | 不明 | 不明   | 不明 |        | 普通科1学級増  |
| 1978（昭和53）年度 | 45   | 不明   | 不明 | 不明   | 不明 |        | 普通科1学級減  |
| 1980（昭和55）年度 | 45   | 100    |      | 不明   | 不明 | [ 12 ] |                |
| 1981（昭和56）年度 | 45   | 78     | －22 | 不明   | 不明 | [ 12 ] |                |
| 1982（昭和57）年度 | 45   | 71     | －7  | 不明   | 不明 | [ 12 ] |                |
| 1983（昭和58）年度 | 45   | 86     | 15   | 不明   | 不明 | [ 12 ] |                |
| 1984（昭和59）年度 | 45   | 96     | 10   | 不明   | 不明 | [ 12 ] |                |
| 1985（昭和60）年度 | 45   | 98     | 2    | 不明   | 不明 | [ 12 ] |                |
| 1986（昭和61）年度 | 45   | 97     | －1  | 不明   | 不明 | [ 12 ] |                |
| 1987（昭和62）年度 | 45   | 96     | －1  | 不明   | 不明 | [ 12 ] |                |
| 1988（昭和63）年度 | 45   | 106    | 10   | 不明   | 不明 | [ 12 ] |                |
| 1989（平成元）年度 | 45   | 102    | －4  | 不明   | 不明 | [ 12 ] |                |
| 1990（平成2）年度  | 45   | 107    | 5    | 不明   | 不明 | [ 12 ] |                |
| 1991（平成3）年度  | 45   | 104    | －3  | 不明   | 不明 | [ 12 ] |                |
| 1992（平成4）年度  | 45   | 100    | －4  | 不明   | 不明 | [ 12 ] |                |
| 1993（平成5）年度  | 45   | 95     | －5  | 不明   | 不明 | [ 12 ] |                |
| 1994（平成6）年度  | 40   | 83     | －12 | 不明   | 不明 | [ 12 ] | 1学級40人化    |
| 1995（平成7）年度  | 40   | 94     | 11   | 不明   | 不明 | [ 12 ] |                |
| 1996（平成8）年度  | 40   | 106    | 12   | 不明   | 不明 | [ 12 ] |                |
| 1997（平成9）年度  | 40   | 106    | 0    | 不明   | 不明 | [ 12 ] |                |
| 1998（平成10）年度 | 40   | 92     | －14 | 不明   | 不明 | [ 12 ] |                |
| 1999（平成11）年度 | 40   | 92     | 0    | 不明   | 不明 | [ 12 ] |                |
| 2000（平成12）年度 | 40   | 90     | －2  | 3      |      | [ 13 ] |                |
| 2001（平成13）年度 | 40   | 82     | －8  | 3      | 0    | [ 14 ] |                |
| 2002（平成14）年度 | 40   | 66     | －16 | 3      | 0    | [ 15 ] |                |
| 2003（平成15）年度 | 40   | 50     | －16 | 3      | 0    | [ 16 ] |                |
| 2004（平成16）年度 | 40   | 52     | 2    | 3      | 0    | [ 17 ] |                |
| 2005（平成17）年度 | 40   | 31     | －21 | 3      | 0    | [ 18 ] |                |
| 2006（平成18）年度 | 40   | 32     | 1    | 3      | 0    | [ 19 ] |                |
| 2007（平成19）年度 | 40   | 37     | 5    | 3      | 0    | [ 20 ] |                |
| 2008（平成20）年度 | 40   | 37     | 0    | 3      | 0    | [ 21 ] |                |
| 2009（平成21）年度 | 40   | 40     | 3    | 3      | 0    | [ 22 ] |                |
| 2010（平成22）年度 | 0    | 16     | －24 | 2      | －1  | [ 23 ] | 統合、募集停止 |
| 2011（平成23）年度 | 0    | 14     | －2  | 1      | －1  | [ 24 ] | 閉校           |

## 周辺
- 宮古消防署田野畑分署